# Xiuhcóatl

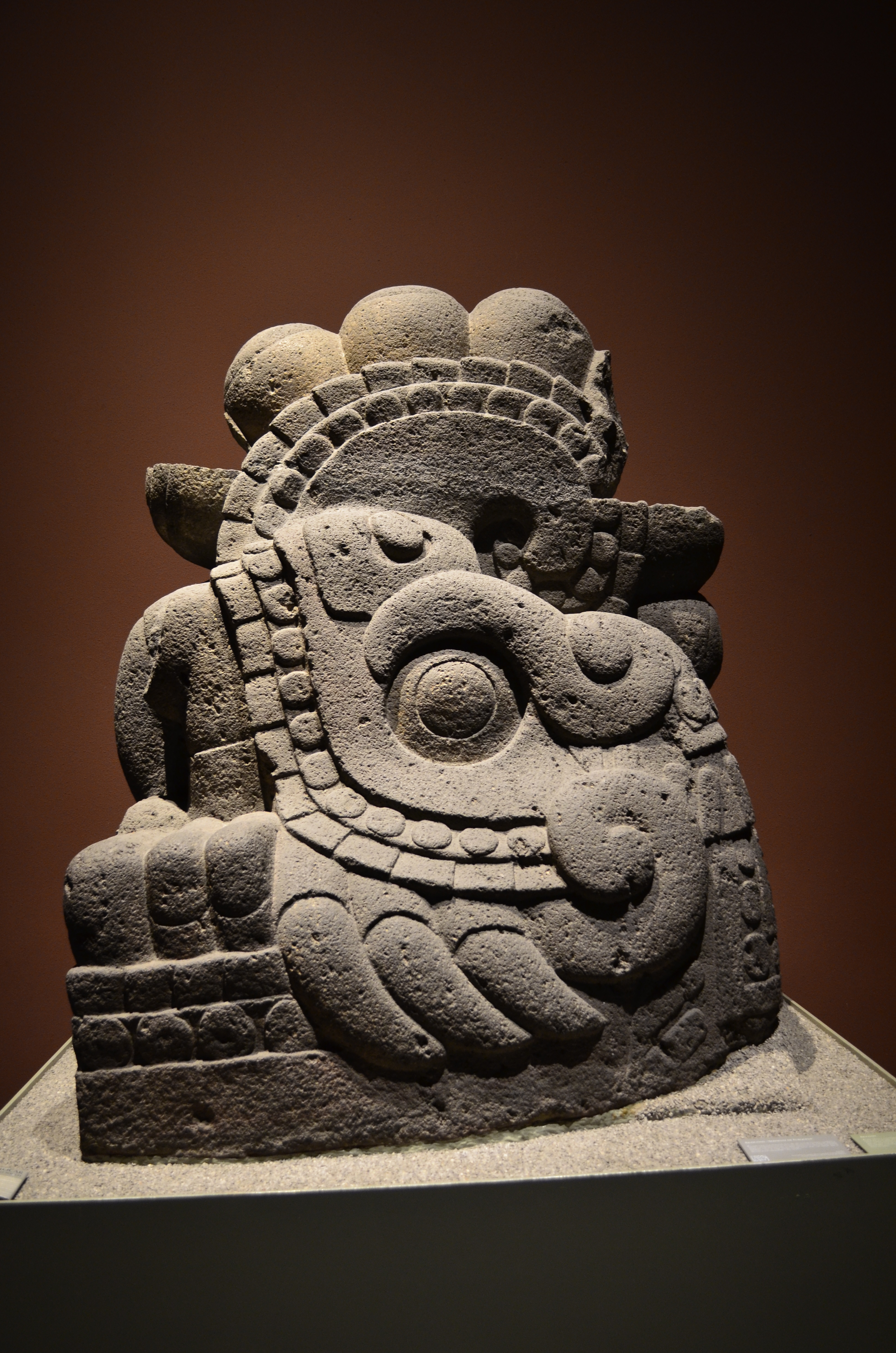
Ídolo de Xiuhcóatl, Museo Nacional de Antropología.

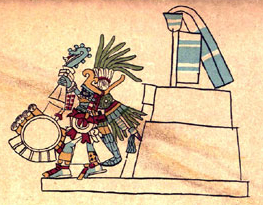
Huitzilopochtli armado con la Xiuhcóatl.

Xiuhcoatl o Xiuhcóatl (náhuatl: Xiuhcōātl; xiuh- ‘fuego/sol(ar)/precioso(a)/jade’ y -cōātl ‘serpiente’: ‘serpiente [de] fuego’, ‘serpiente sol[ar]’, ‘serpiente preciosa’ o ‘serpiente [de] jade’; es un arma viviente y la más poderosa de los dioses mexicas empuñada por el dios de la guerra Huitzilopochtli, con la cual mató a 400 de sus hermanos y a su hermana la diosa Coyolxauhqui. Mítica serpiente de fuego; se puede ver la representación de dos de estas criaturas en la Piedra del Sol.